# Київ (автомобільне ралі)
Ралі «Київ» – традиційне змагання з автомобільного ралі, яке проводилось в Києві та Київській області України в 1995-1996 роках. Організаторами ралі «Київ» виступали Київський Регіональний Автоклуб «Славутич» та Автомобільна Федерація України.

## Історія
На початку 1995 року ралі «Київ» було включено в календар чемпіонату України третім етапом цього турніру. Втім, згодом, через відміну ралі «Славутич» та зміну дат ралі «Чумацький Шлях», київське ралі стало другим етапом чемпіонату, а дату його проведення було перенесено з 7 жовтня на 29 вересня. 

Обкладинка дорожньої книги ралі «Київ» 1995 р. з автографами екіпажу В. Ростоцького та В. Баліна

Як виявилось, перенос змагання тільки зашкодив організаторам – ретельно сплановану гонку фактично зруйнували жаливі погодні умови. Через сильні зливи, вітер та різке похолодання суддівські бригади не могли працювати на трасі, тому частину заключних спецділянок ралі довелось відмінити. Крім того, слизька швидка траса за умов поганої видимості стала небезпечною настільки, що деякі екіпажі (зокрема, лідери пелотону Володимир Чопенко та Володимир Петренко, які, згідно розкладу, стартували першими) прийняли рішення достроково припинити участь у змаганні. 
За оцінкою тогорічного чемпіона України з ралі Василя Ростоцького, якою він поділився в інтерв'ю газеті «Світ Авто», питанням номер один на київському ралі була безпека на трасі. 
| «На це нарікали всі учасники змагань, тим більше, що була дуже погана погода. Наприклад, один із швидкісних відрізків на початку перегонів закінчився у канаві для декількох екіпажів, а це позбавило змагання інтриги. На деяких відрізках судили місцеві судді, до яких було багато зауважень. Свята, можна сказати, не відбулось». |
Попри це, наступного року ралі «Київ» знов увійшло до календаря чемпіонату України, отримавши до того ж міжнародний статус етапу Кубку СНД. Цього разу змагання, яке було присвячене 50-річчю перемоги СРСР у німецько-радянській війні, пройшло без гучних скандалів – але продовження воно не мало. Київську гонку ще двічі, в 1997 та 1998 роках, включали до календарного плану змагань з ралі – але обидва рази з різних причин її доводилось відміняти. Починаючи ж з 1999 року організацією ралійних змагань в Києві став займатись Київський міський Автомотоклуб (КМАМК), і надалі це змагання проходило під назвою ралі «Столиця».

## Траса
Урочисте відкриття ралі «Київ» та церемонія нагородження його переможців проходили біля Республіканського стадіону в центрі міста. Траса ралі мала виключно асфальтове покриття. Міські змагальні ділянки було прокладено Петровською алеєю та доріжками Голосіївського парку, заміські проходили на велотрасі «Чабани» та автодромі «Чайка».

## Переможці
| Рік  | Пілот                   | Штурман        | Автомобіль           |
| ---- | ----------------------- | -------------- | -------------------- |
| 1995 | Олександр Салюк-старший | Сергій Томчані | Ford Escort Cosworth |
| 1996 | Олександр Салюк-старший | Сергій Томчані | Ford Escort Cosworth |